# Andrena scita
Andrena scita là một loài Hymenoptera trong họ Andrenidae. Loài này được Eversmann mô tả khoa học năm 1852.